# Березняки (Березняківська сільська громада)
Березняки́ — село в Україні, адміністративний центр Березняківської сільської громади Черкаського району Черкаської області. Населення за даними перепису 2001 року складало 2505 осіб.

## Географія
Село розташоване за 44 км від обласного центру міста Черкаси, 15 км від міста Сміла та за 10 км від залізничної станції Імені Тараса Шевченка. Через село пролягає залізнична лінія Імені Тараса Шевченка — Чорноліська, на якій розташований однойменний зупинний пункт.  Село умовно поділяється на дві частини, які поділені річкою Тясмин.

## Історія
За архівними даними, село Березняки засновано у XVIII столітті втікачами з навколишніх сіл, зокрема Сунок. За переказами, перші жителі оселилися понад річкою Тясмин у березовому гаю. Тому й поселення стали називати Березняками.
Станом на 1900 рік у першій частині села було: 244 подвір'їв, 1329 жителів, 588 десятин землі, із них поміщику Бернатовичу належало 93 десятини, селянам — 505, православна церква, церковноприходська школа, 2 вітряки, кузня; у другій частині: 386 дворів, 2196 жителів, 2463 десятини землі, із них 1359 десятин належало поміщику Березовському, десятина — церкві, 1063 десятини — селянам, православна церква, школа грамоти, 7 вітряків, 2 кузні.
У 1924 році організовано ТСОЗи: «Труд», «Хлібороб», «Зірка», які у 1931 році об'єдналися в дві артілі. У 1940 році сільськогосподарська артіль імені Щорса була учасником сільськогосподарської виставки та нагороджена орденом «Знак Пошани». У селі було дві хати-читальні, два клуби, кінотеатри, неповна середня і початкова (працювали 16 вчителів із вищою освітою) школи, 3 крамниці споживчого товариства, троє дитячих ясел, медпункт, поштова філія, ощадкаса. 14 лютого 1939 року голова колгоспу П. Г. Олексієнко в газеті «Червоний стяг» повідомляв: «Продавши у 1938 році державі 1000 ц. хліба, колгоспники придбали понад 50 велосипедів, 28 патефонів, 75 нікельованих ліжок, 30 радіоприймачів».
Напередодні німецько-радянської війни в селі налічувалося 4 комори, волівня, вівцеферма, 2 свиноферми, 2 конеферми, млин, майстерня, автогараж.
У 1941 році 47 колгоспників вивезено до Німеччини, що очевидно врятувало їм життя, 46 розстріляно й закатовано, спалено 592 подвір'їв, у тому числі всі будинки однієї частини. 
Село відвойоване силами 1239-го стрілецького полку 373-ї стрілецької дивізії (у складі 52-ї загальновійськової армії 2-го Українського фронту) протягом 25-27 січня 1944 року.
За мужність і відвагу, виявлені на фронтах німецько-радянської війни, 573 уродженці села нагороджені орденами та медалями Радянського Союзу, а льотчику Мартиненку Івану Назаровичу (1915—1945) посмертно надано звання Героя Радянського Союзу.
Березняки — батьківщина видатного діяча, героя громадянської війни Миколи Миколайовича Криворучка. В роки Української революції цей "герой" активно нищив українську державу, починаючи від гетьманату і продовжуючи розправи з селянськими повстанцями початку 20-х рр. Впродовж 1909—1920 років у школі працював відомий письменник Степан Тудор (Олексюк).
У 1991—1998 роках КСП імені Щорса реорганізовано в СТОВ Агрофірма «Березняки» (голова правління Комнатний Григорій Анатолійович, голова сільської ради Кучер Василь Дмитрович). У співпраці виконкому сільської ради з правлінням КСП збудовано 2 металеві пішохідні переходи через річку Тясмин, відремонтовано Будинок культури, збудовано православну церкву, млин, цехи з перероблення сільськогосподарської продукції, пекарню, заасфальтовано п'ять вулиць, введено в дію новий адмінкорпус, центральну котельню та багато іншого. Проведено розпаювання земель колективної власності. 779 мешканців села отримали державні акти на право приватної власності на земельні частки (паї).
Традиційно важливе місце в селі займає сільськогосподарське виробництво.
У 2018 році в ході децентралізації утворена Березняківська сільська громада шляхом об'єднання Березняківської та Великояблунівської сільських рад Смілянського району. Перші вибори відбулись 23 грудня 2018 року.
17 липня 2020 року, в результаті адміністративно-територіальної реформи та ліквідації Смілянського району, село увійшло до складу Черкаського району.

## Населення

### Мовний склад
Рідна мова населення за даними перепису 2001 року:
| Мова       | Чисельність, осіб | Доля     |
| ---------- | ----------------- | -------- |
| Українська | 2 435             | 97,21 %  |
| Російська  | 53                | 2,12 %   |
| Інше       | 17                | 0,67 %   |
| Разом      | 2 505             | 100,00 % |

## Природно-заповідний фонд
На території села є геологічний заказник — Березняківський кар'єр із покладами житомирських гранітів (4,0 га), що входить до природоохоронних територій області.

## Інфрастуктура
- Будинок культури.
- Загальноосвітня середня школа, у якій навчаються 294 учні.
- Дитячий садок «Берізка» (налічується 21 вихованець).
- 8 крамниць
- «Молодіжний центр».
- Амбулаторія.
- Аптечний пункт.
- Пункт ритуальних послуг.

На території сільської ради працюють ДСП «Агрокомплекс» (директор Комнатний Анатолій Анатолійович), 4 фермерські господарства: «Агросвіт» (О. І. Ковтун), «Деметра» (В. В. Трохименко), «Прометей» (О. В. Трохименко), «Яна» (В. М. Янченко). Домінуючим є ДСП «Агрокомплекс». Основний напрям господарювання — виробництво зернових і технічних культур у поєднанні тваринництвом. Сільський голова — Дорошенко Володимир Петрович. Діють 12 приватних підприємців.

## Персоналії
Уродженці села:
- Артеменко Григорій Петрович — кандидат технічних наук, м. Харків.
- Битяк Юрій Прокопович — професор, доктор юридичних наук, м. Харків.
- Андрієнко Анатолій Калинович — професор, доктор фізико-математичних наук, м. Луганськ.
- Максименко Віктор Вікторович (1987—2022) — молодший сержант Збройних сил України, учасник російсько-української війни, відзначився у ході російського вторгнення в Україну.
- Мартиненко Іван Назарович (20 січня 1915—27 жовтня 1944) — Герой Радянського Союзу.
- Харченко Іван Карпович — Герой Соціалістичної Праці.
- Огурний Віталій Олександрович - видатний тракторист, громадський діяч, військовослужбовець ДШВ ЗСУ.
- Овчаренко П. М. — кандидат історичних наук, декан історичного факультету КДУ.
- Тимошенко Олександр Олександрович — Заслужений вчитель України.
- Чубатенко Руслан Валерійович (1991—2014) — старший сержант Збройних сил України, учасник російсько-української війни.

## Галерея

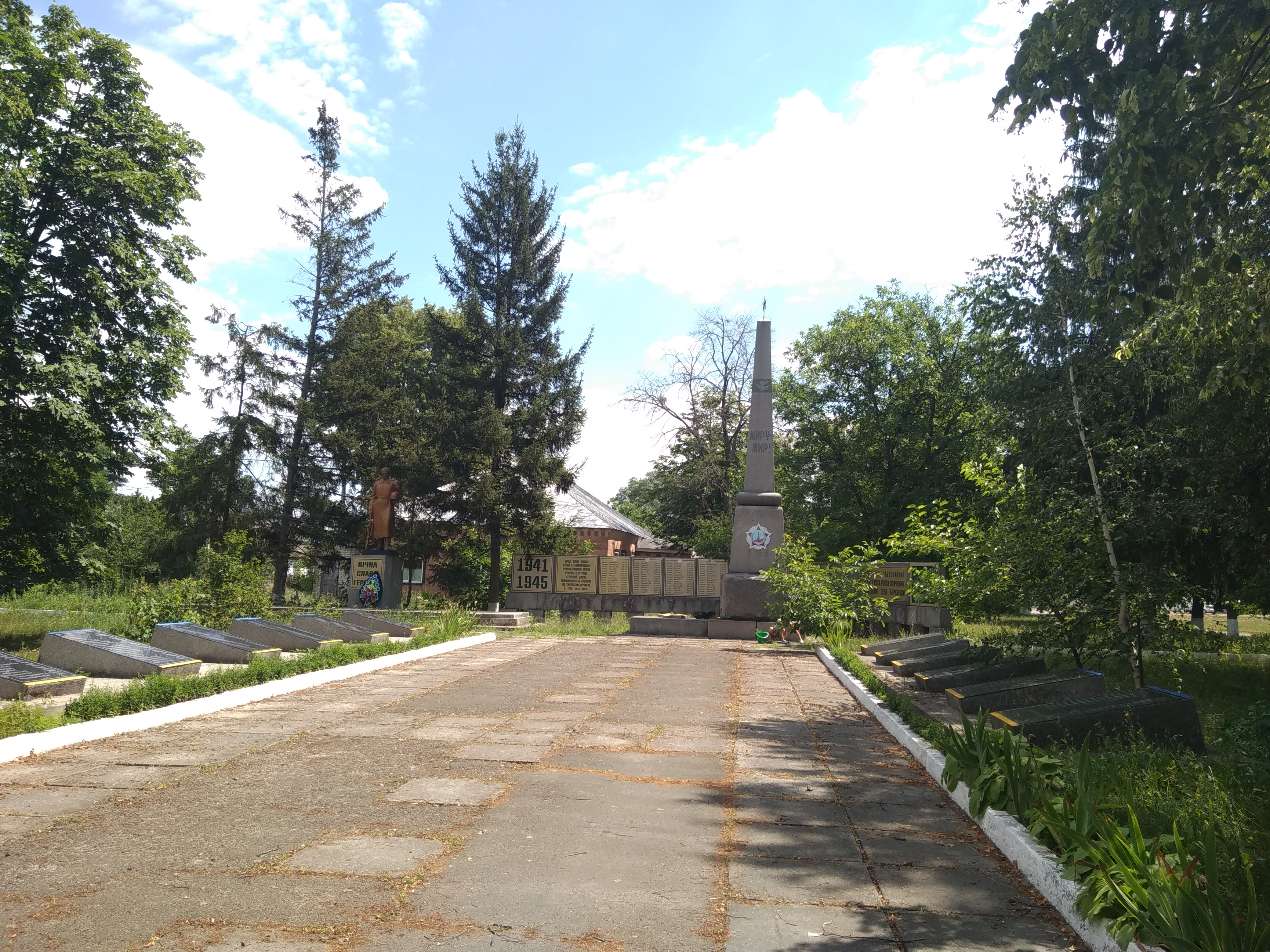
Братська могила воїнів, полеглих під час Другої світової війни
Березняківський кар'єр
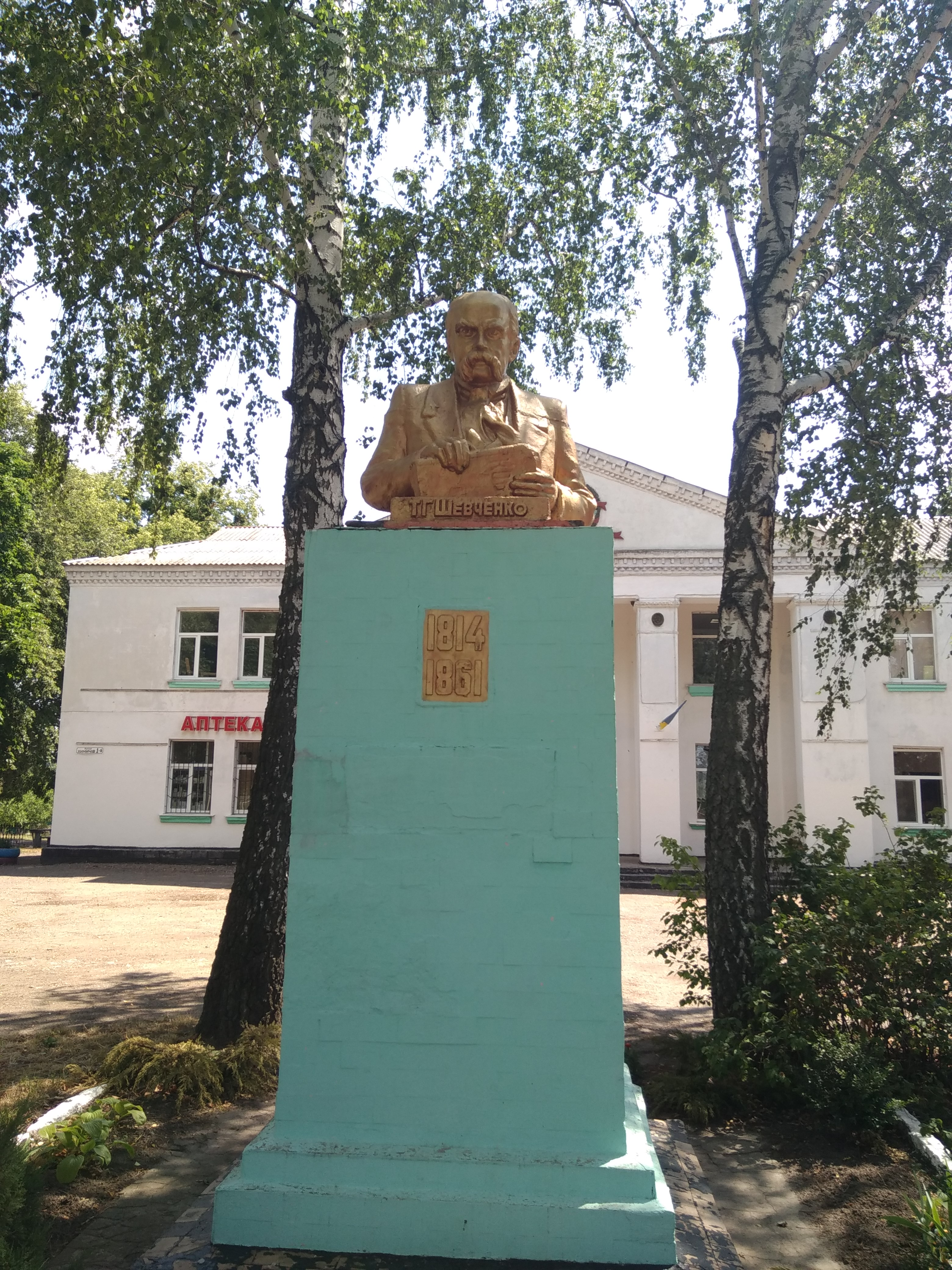
Пам'ятник Тарасові Шевченку